# 賴灰蝶屬
賴灰蝶屬（Hedge Blue，學名：Lestranicus）是灰蝶科眼灰蝶亞科中的一個屬。物種分佈於蘇門答臘島及爪哇島。

## 物種
- 賴灰蝶 （Lestranicus transpectus）
- Lestranicus yoshidai